# Joseph Tsai
Joseph Tsai, Joe Tsai oder Tsai Chung-hsin (chinesisch 蔡崇信, Pinyin Cài Chóngxìn, W.-G. Tsai Chung-hsin; * Januar 1964 in Taipeh, Taiwan) ist ein taiwanisch-kanadischer Unternehmer. Er ist Mitbegründer und Executive Vice Chairman der Alibaba Group. Anfang 2022 betrug sein Vermögen 8,4 Milliarden US-Dollar.

## Laufbahn
Tsai wurde 1964 in Taiwan als Sohn eines Rechtsanwalts geboren. Er wurde mit 13 von seinen Eltern an die Lawrenceville School in New Jersey geschickt. Später studierte er Ökonomie und Rechtswissenschaften an der Yale University. 1991 begann er als Steuerberater für die Kanzlei Sullivan & Cromwell in New York City zu arbeiten. Nach 3 Jahren wechselte er zu Private-Equity-Investments, wo er als Vice President und General Counsel bei Rosecliff, Inc., einem kleinen Unternehmen mit Sitz in New York, arbeitete. Dort suchte er nach einer Rolle, die es ihm ermöglichte, Entscheidungen zu treffen, anstatt Beratung zu leisten. Er zog 1995 nach Hongkong, um zu Investor AB zu wechseln, wo er für die asiatischen Private-Equity-Investitionen verantwortlich war.
In dieser Rolle lernte er 1999 in Hangzhou Jack Ma kennen. Er war von Mas Geschäftsidee so begeistert, dass er sich entschied, seinen bisherigen hochbezahlten Job aufzugeben um Mitbegründer und Mitarbeiter seiner Handelsplattform Alibaba zu werden. Zu der Zeit akzeptierte jeder der 18 Mitbegründer von Alibaba – von denen Tsai das einzige westlich ausgebildete Mitglied war – ein Gehalt von nur 600 US-Dollar pro Jahr. Er fungierte in dem Unternehmen als Chief Operating Officer, Chief Financial Officer und Gründungsmitglied des Vorstands. Er baute im Alleingang die finanzielle und rechtliche Struktur von Alibaba auf. Im Mai 2013 wurde er Executive Vice Chairman von Alibaba. Aufgrund seines einzigartigen Beitrags ist er nach Ma der zweitgrößte Einzelaktionär von Alibaba, das inzwischen zu den wertvollsten Unternehmen der Welt gehört.
2017 kaufte Tsai 49 % der Anteile des Basketball-Franchise Brooklyn Nets.

## Privates
Tsai ist seit 1996 mit Clara Ming-Hua Wu (吳明華 / 吴明华) verheiratet, hat drei Kinder und lebt in Hongkong. Seine Frau stammt aus einer angesehenen Familie der „Tainan-Gilde“ (台南幫 Táinán Bāng). Er besitzt die kanadische Staatsbürgerschaft.
2016 spendete er 30 Millionen US-Dollar an die Yale University.